# مروا (چشمه)
 مُروا  چشمه‌ای نمکی از توابع روستای مغدان بخش مرکزی شهرستان بستک در غرب استان هرمزگان در جنوب ایران واقع شده‌است. 
در زیر کوه گاه‌بست و در ۶ کیلومتری شمال شهرستان بستک چشمهٔ نمکی به نام  مُروا  در جریان است.

## استفاده ازآب چشمه
آب این چشمه به گودال حوضچه مانندی می‌ریزد، سپس می‌بندد و تبدیل به نمکی سفید و تمیز و خالص می‌گردد که آن را خشک می‌کنند و برای مصرف و فروش می‌برند.
در کنار این چشمه کاروانسرا و آب انبار (برکه) وجود دارد و چون استحمام در این چشمه نمکی برای بیماری‌های جلدی و غیره مفید است، مردم در فصول بهار و پاییز به «مروا» می‌رفته‌اند که این امر تاحدی جنبه‌ای تفریح نیز داشته‌است.

## فهرست منابع و مآخذ
- محمدیان، کوخردی، محمد.  «شهرستان بستک و بخش کوخرد»  ج۱. چاپ اول، دبی: سال انتشار ۲۰۰۵ میلادی.
- عباسی، قلی، مصطفی،  «بستک وجهانگیریه»، چاپ اول، تهران : ناشر: شرکت انتشارات جهان معاصر، سال ۱۳۷۲ خورشیدی.
- سلامی، بستکی، احمد.  (بستک در گذرگاه تاریخ)  ج۲ چاپ اول، ۱۳۷۲ خورشیدی.
- بالود، محمد.  (فرهنگ عامه در منطقه بستک)  ناشر همسایه، چاپ زیتون، انتشار سال ۱۳۸۴ خورشیدی.
- بنی عباسیان، بستکی، محمد اعظم،  «تاریخ جهانگیریه»  چاپ تهران، سال ۱۳۳۹ خورشیدی.
- الکوخردی، محمد، بن یوسف، (کُوخِرد حَاضِرَة اِسلامِیةَ عَلی ضِفافِ نَهر مِهران Kookherd, an Islamic District on the bank of Mehran River) الطبعة الثالثة، دبی: سنة ۱۹۹۷ للمیلاد.
- بختیاری، سعید، ،  «اتواطلس ایران»  ، “ مؤسسه جغرافیایی وکارتگرافی گیتاشناسی، بهار ۱۳۸۴ خورشیدی.
- نگاره‌ها از: محمد محمدیان.
- محمد، صدیق «تارخ فارس» صفحه‌های (۵۰ ـ ۵۱ ـ ۵۲ ـ ۵۳)، چاپ سال ۱۹۹۳ میلادی.
- محمدیان، کوخری، محمد ، “ (به یاد کوخرد) “، ج۱. ج۲. چاپ اول، دبی: سال انتشار ۲۰۰۳ میلادی.
- اطلس گیتاشناسی استان‌های ایران [Atlas Gitashenasi Ostanhai Iran] (Gitashenasi Province Atlas of Iran)